# Iglesia de San Jaime (Barcelona)
La iglesia de San Jaime es un templo de culto católico situado en Barcelona, provincia homónima, comunidad autónoma de Cataluña, España.
Sita en la calle de Fernando, número 28, de Barcelona, ocupa la iglesia del antiguo convento de la Trinidad, que había sido exclaustrada en 1835.

## Historia
La iglesia actual era la del convento de los Trinitarios, antigua iglesia de la Trinidad del siglo XIV. La iglesia de San Jaime estaba cercana, en la plaza de San Jaime, desde la llegada del cristianismo a Barcelona. Cuando esta iglesia fue derribada en 1823, cuando se trasladó la titularidad y la parroquia al edificio de la Trinidad.

### Antigua iglesia de San Jaime
La iglesia de San Jaime fue, posiblemente, la más antigua de la ciudad. La tradición afirmaba que había sido fundada por el mismo Santiago, ya que se levantaba en el lugar donde él había estado predicando. El templo se situaba en la actual Plaza de San Jaime, junto a la Casa de la Ciudad y el actual edificio de la Caja de Pensiones. El ábside estaba donde hoy está el ala izquierda de la nueva fachada del Ayuntamiento.
Hay referencias del antiguo templo de los años 985 y 1021, y en 1057 ya consta como parroquia. En 1146 hay constancia de una nueva consagración.
El último templo era una iglesia gótica de una nave, con un porche de cinco arcos (similar al conservado de San Antonio Abad, en Barcelona) que se abrían a la plaza, y dos que se abrían en la calle de la Ciudad . Había sido renovado en 1388. Algunos de los capiteles se salvaron y hoy, en el Museo Nacional de Arte de Cataluña, puede verse una reconstrucción de parte del porche, era el lugar de reunión del Consejo de Ciento hasta que no se construyó una sede estable y, incluso después, se siguió usando en algunas ocasiones especiales.
Las bóvedas de la iglesia y el porche tenían pinturas de Francesc Tramulles Roig. Había representada la batalla de Clavijo. La fachada estaba coronada por una barandilla calada, con gárgolas. El campanario se situaba al lado de la nave, cerca del ábside.
No queda casi nada de su mobiliario. El retablo renacentista, con esculturas de Martín Díez de Liatzasolo y policromía de Pere Nunyes y Enrique Fernandes (1536-1546), fue reemplazado en el siglo XVIII por uno Nicolás Traver, del que se conserva la traza, dibujos y alguna fotografía. Tenía zócalo, columnas, arquitrabe y un cuerpo alto con una hornacina, y tres imágenes principales con San Jaime, San Pedro y San Pablo.
En 1823 fue derribada, para ampliar y formar la actual plaza de San Jaime. Fue entonces cuando se planteó el traslado a un edificio cercano. La parroquia fue trasladada a la iglesia de Santa Mónica, junto con el retablo. En 1835 la parroquia se volvió a trasladar a la antigua iglesia de la Trinidad. El retablo, entonces, fue vendido a la iglesia parroquial de Cardedeu, donde estuvo hasta que en 1936 fue quemado en los alborotos del inicio de la guerra civil española. Sólo queda un fragmento con los santos Esteban y Catalina, conservados en el Museo Diocesano de Barcelona.

### Antiguo convento de los trinitarios

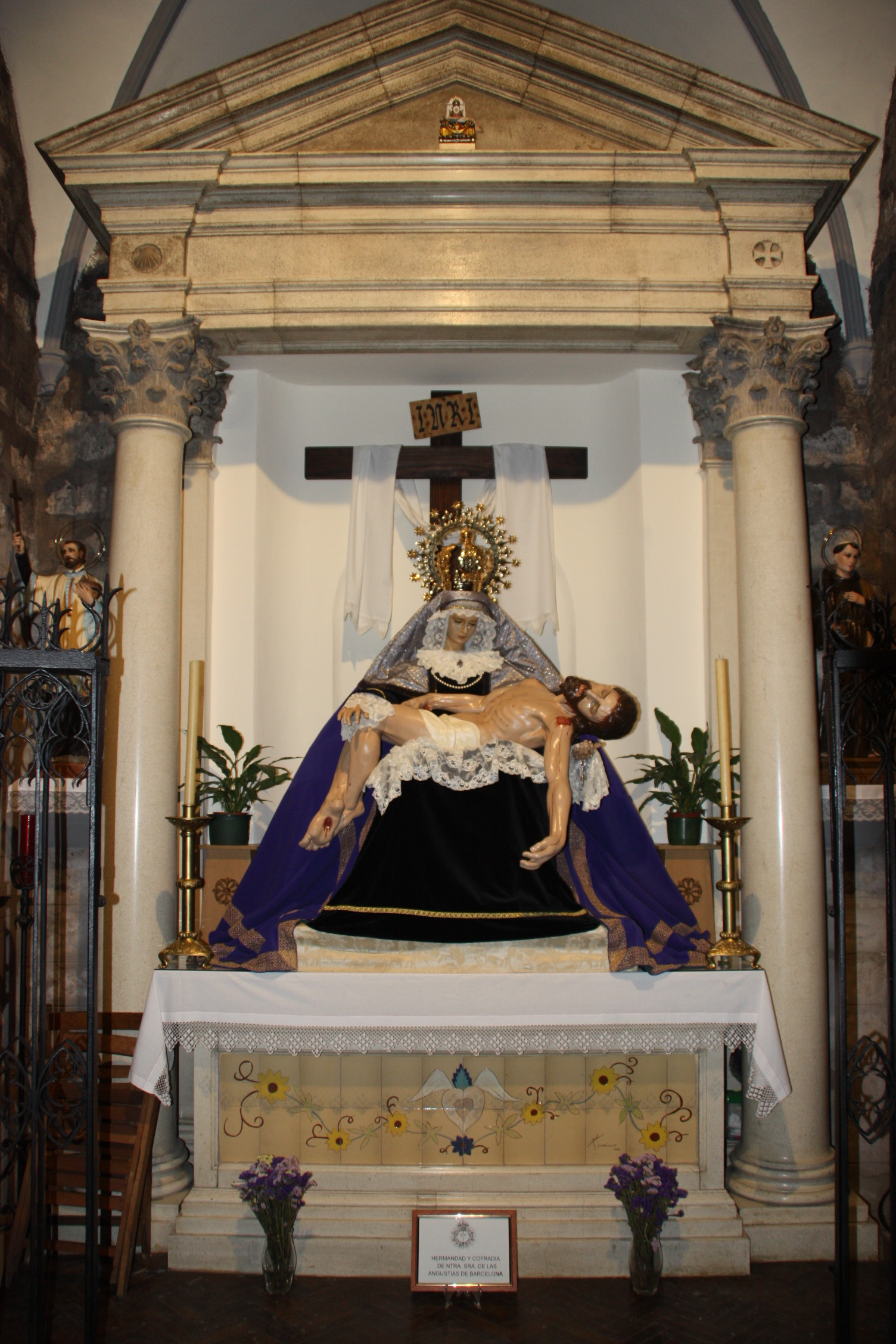
Capilla de Nuestra Señora de las Angustias

En 1394 se edificó la iglesia de la Trinidad en la actual calle de Fernando, construyéndola sobre los restos de la sinagoga, llamada La Menor, situada dentro del Call Menor. Deben datar de entonces los cuatro primeros tramos de la nave gótica, en el lugar del quinto debía haber el ábside.
Tras el asalto al barrio judío el 5 de agosto de 1391, festividad de Santo Domingo, el barrio judío queda desmembrado, y el edificio fue cedido a unas monjas que levantaron un convento.
En 1522 pasó a los trinitarios, que establecen una comunidad, ya en funcionamiento desde 1529. Se amplió con nuevas dependencias conventuales. En 1619, el Consejo de Ciento dio permiso a la orden para ampliar la iglesia, cerrando el callejón que había detrás del ábside. Entonces se construyó el crucero y el actual presbiterio, inaugurándose la reforma el 5 de mayo de 1647.
El claustro era rectangular, con tres pisos, y databa del siglo XVII. Tenía arcos de medio punto (cinco en los lados largos y cuatro en los cortos), sobre columnas de orden toscano. El segundo piso tenía el mismo número de arcos y el tercero, el doble.
En 1835, en la época de la exclaustración, habitaban unos 35 frailes, además de los novicios. Entonces, al desaparecer la comunidad, fueron derribados el claustro y otras dependencias, conservándose la iglesia, que pasó a ser la sede de la parroquia de San Jaime.
Además del convento, los trinitarios tenían un colegio en la Rambla, en el lugar donde ahora está el Gran Teatro del Liceo. El edificio, edificado entre 1633 y 1639, fue utilizado como almacén (1808-1814) e incendiado en 1835. Fue vendido al Liceo Filarmónico-Dramático de Isabel II y esta sociedad es la que edificó el teatro.

### Actual parroquia de San Jaime
El traslado de la parroquia de San Jaime en 1835 dio un nuevo uso eclesiástico al templo trinitario. Se trasladó la escultura del retablo antiguo, del siglo XVIII, pero fue quemada en 1936.
Entre 1866 y 1880 se reformó por completo, bajo la dirección de Josep Oriol Mestres, ampliando el presbiterio y añadiendo decoración neogótica.
En la Parroquia de San Jaime conviven la Hermandad y Cofradía de Nuestra Señora de las Angustias, la Hermandad Nuestra Señora del Rocío de Barcelona y las hermanitas del Cordero, que la regentan.

## Edificio

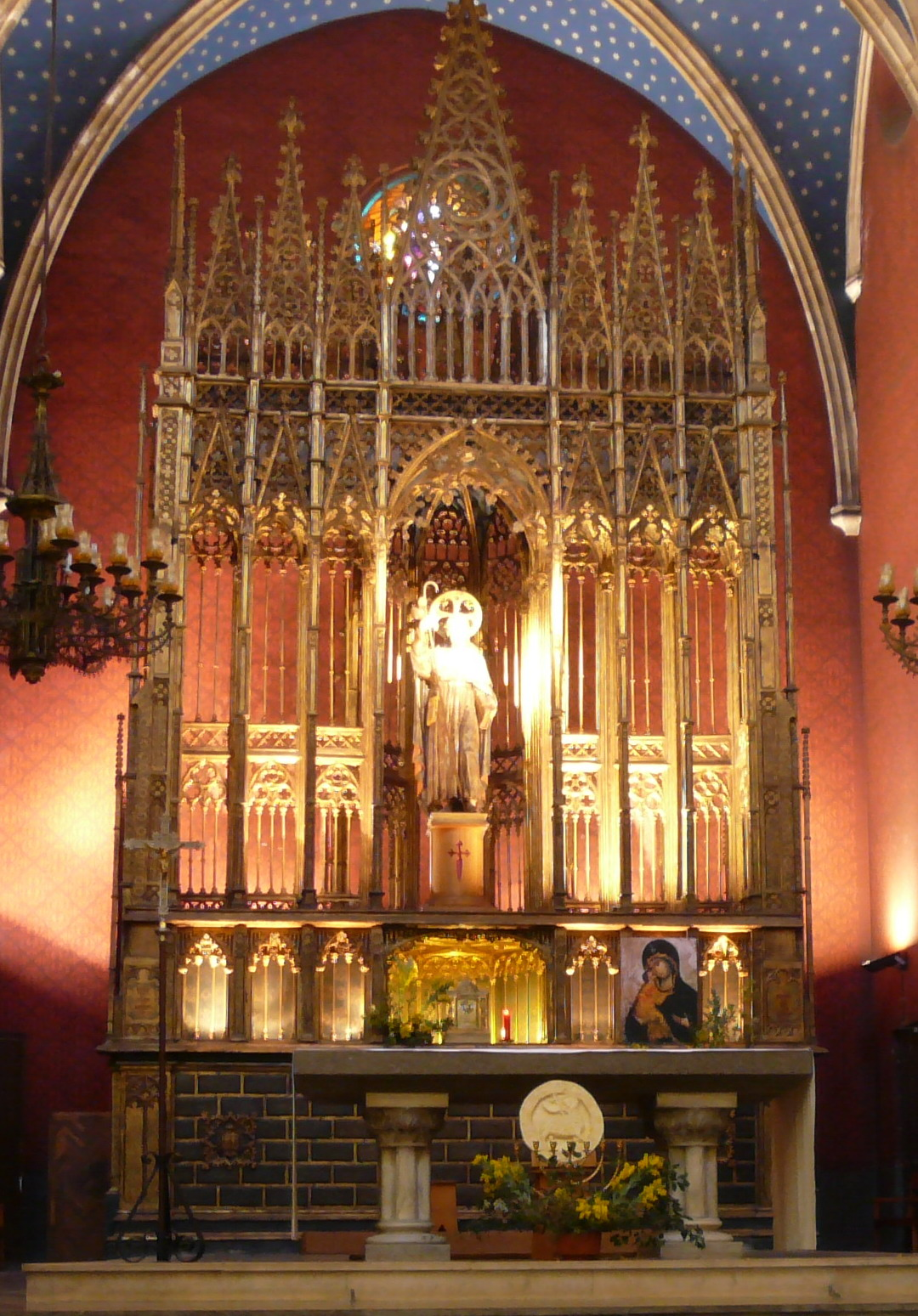
Presbiterio de la iglesia de San Jaime, con el antiguo retablo gótico del altar mayor de la Catedral de Barcelona.

El aspecto actual responde a las reformas de mediados del siglo XIX. El único resto de la iglesia del siglo XIV es la puerta principal gótica: fue contratada en 1398 por Ramon de la Porta y Bartomeu Gual. El relieve del tímpano es de 1878, obra de José Santigosa que representa a San Jaime sobre un caballo.
La iglesia tiene planta de cruz latina con una sola nave de cinco tramos con bóvedas de crucería y capillas laterales. Los cuatro primeros tramos de la nave, de un gótico decadente, datan del primer tercio del siglo XVI, cuando los trinitarios se hicieron cargo del templo. Hay crucero con cimborrio nervado sobre trompas y, a ambos lados, brazos de planta cuadrada construidos durante el siglo XVII, al ampliar la iglesia. El presbiterio, nuevamente ampliado en la reforma de 1866, tiene planta rectangular, con la sacristía al lado del Evangelio y la capilla del Santísimo en el lado de la Epístola. Las capillas datan también del siglo XVII.
La torre, de 1722, tiene planta cuadrada que se hace octogonal en el cuerpo superior, es la parte izquierda de la fachada. Justo debajo está la puerta del Remedio, que da acceso desde la calle a la Capilla del Remedio. La capilla y especialmente la puerta fueron contratadas en 1585 por Joan Costura, siendo un buen ejemplo de arquitectura renacentista en Barcelona.
La mayor parte de los retablos y altares desaparecieron en 1936, entre ellos, dos grandes cuadros de Manuel Tramulles y una imagen de San Bruno de Ramon Amadeu (1776).

## Patrimonio artístico
En 1971 se instaló en el presbiterio el retablo mayor de la Catedral de Barcelona, obra de talla dorada de la segunda mitad del siglo XIV y que, con la reforma del presbiterio de la catedral, había sido retirado.
También se conserva en la iglesia la imagen de la Virgen de la Canal, muy restaurada pero originaria del siglo XIV. Proviene de una capillita que había en el Portal Nou de la muralla de la ciudad, donde se colocó. De ahí pasó a la iglesia de San Sebastián y, en 1911, a San Jaime.
Hay dos cuadros de la primera mitad del siglo XVI, de factura mediocre, con la Natividad y la Epifanía.